# John Stuart (actor)
John Stuart (18 de julio de 1898-17 de octubre de 1979) fue un actor cinematográfico británico, un muy popular primer intérprete masculino del cine mudo británico.

## Biografía
Su verdadero nombre era John Alfred Louden Croall, y nació en Edimburgo, Escocia.
Tuvo la oportunidad de trabajar en dos películas de Alfred Hitchcock.
Su primer film sonoro fue la exitosa Kitty (1929). Su último papel llegó con Superman: The Movie (1978), interpretando a un viejo Kryptoniano.
John Stuart falleció en Londres, Inglaterra, en 1979, a causa de un ataque cardiaco ocurrido mientras dormía. Fue enterrado en el Cementerio Brompton de Londres.

## Filmografía
- Her Son, de Walter West (1920)
- The Great Gay Road, de Normand McDonald (1920)
- The Lights of Home, de Fred Paul (1920)
- Land of My Fathers, de Fred Rains (1921)
- Sinister Street, de George Beranger (1922)
- A Sporting Double, de Arthur Rooke (1922)
- The Little Mother, de A.V. Bramble (1922)
- If Four Walls Told, de Fred Paul (1922)
- Constant Hot Water, de George A. Cooper (1923)
- The School for Scandal, de Bertram Phillips (1923)
- Little Miss Nobody, de Wilfred Noy (1923)
- The Reverse of the Medal, de George A. Cooper (1923)
- This Freedom, de Denison Clift  (1923)
- The Mistletoe Bough, de Charles Somerset y Elliot Stannard (1923)
- The Loves of Mary, Queen of Scots, de Denison Clift (1923)
- Her Redemption, de Bertram Phillips (1924)
- The Alley of Golden Hearts, de Bertram Phillips (1924)
- His Grace Gives Notice, de William Philip Kellino (1924)
- A Daughter of Love, de Walter West (1925)
- Parted, de Alexander Butler (1925)
- We Women, de W.P. Kellino (1925)
- Venetian Lovers, de Walter Niebuhr y Frank A. Tilley (1925)
- El jardín de la alegría, de Alfred Hitchcock (1925)
- Mademoiselle from Armentieres, de Maurice Elvey (1926)
- London Love, de Manning Haynes (1926)
- Roses of Picardy, de Maurice Elvey (1927)
- The Glad Eye, de Maurice Elvey (1927)
- The Flight Commander, de Maurice Elvey (1927)
- Hindle Wakes, de Maurice Elvey (1927)
- A Woman in Pawn, de Edwin Greenwood (1927)
- Mademoiselle Parley Voo, de Maurice Elvey (1928)
- Smashing Through, de W.P. Kellino (1929)
- Sailors Don't Care, de W. P. Kellino (1928)
- High Seas, de Denison Clift (1929)
- Kitty, de Victor Saville (1929)
- Taxi for Two, de Denison Clift y Alexander Esway (1929)
- Atlantic, de Ewald André Dupont (1929)
- Elstree Calling, de Alfred Hitchcock, André Charlot, Jack Hulbert y Paul Murray (1930)
- No Exit, de Charles Saunders  (1930)
- The Nipper, de Louis Mercanton (1930)
- Kissing Cup's Race, de Castleton Knight (1931)
- Children of Chance, de Alexander Esway (1930)
- Hindle Wakes, de Victor Saville (1931)
- Verdict of the Sea, de Frank Miller y Sidney Northcote (1932)
- In a Monastery Garden, de Maurice Elvey (1932)
- Number Seventeen, de Alfred Hitchcock (1932)
- The Hound of the Baskervilles, de Garett Gundray (1932)
- Die Herrin von Atlantis, de Georg Wilhelm Pabst (1932)
- Men of Steel, de Edward Knoblock (1932)
- The Lost Chord, de Maurice Elvey (1933)
- This Week of Grace, de Maurice Elvey (1933)
- Head of the Family, de John Daumery (1933)
- Mayfair Girl, de George King (1933)
- Enemy of the Police, de George King (1933)
- The Wandering Jew, de Maurice Elvey (1933)
- The House of Trent, de Charles Bennett (1933)
- The Pointing Finger, de George Pearson (1933)
- Naughty Cinderella, de Jean Daumery (1933)
- Mr. Quincey of Monte Carlo, de John Daumery (1933)
- Love's Old Sweet Song, de Manning Haynes (1933)
- Little Fella, de Wlliam C. McGann (1933)
- Home, Sweet Home, de George A. Cooper (1933)
- Bella Donna, de Robert Milton (1934)
- The Black Abbot, de George A. Cooper (1934)
- The Four Masked Men, de George Pearson (1934)
- Blind Justice, de Bernard Vorhaus (1934)
- Grand Prix, de St. John Legh Clowes (1934)
- The Blue Squadron, de George King (1934)
- The Green Pack, de T. Hayes Hunter (1934)
- Lend Me Your Husband, de Frederick Hayward (1935)
- D'Ye Ken John Peel? (1935)
- Royal Cavalcade, de Thomas Bentley, Herbert Brenon, W.P. Kellino, Norman Lee, Walter Summers y Marcel Varnel (1935)
- Once a Thief, de George Pearson (1935)
- Abdul the Damned, de Karl Grune (1935)
- Reasonable Doubt, de George King (1936)
- The Secret Voice, de George Pearson (1936)
- Talking Feet, de John Baxter (1937)
- The Elder Brother, de Frederick Hayward (1937)
- Pearls Bring Tears, de Manning Haynes (1937)
- The Show Goes On, de Basil Dean (1937)
- The Claydon Treasure Mystery, de Manning Haynes (1938)
- Old Mother Riley in Society, de John Baxter (1940)
- The Seventh Survivor, de Leslie S. Hiscott (1941)
- Old Mother Riley's Ghosts, de John Baxter (1941)
- Ships with Wings, de Sergei Nolbandov (1941)
- Penn of Pennsylvania, de Lance Comfort (1941)
- The Big Blockade, de Charles Frend (1942)
- The Missing Million, de Philip Brandon (1942)
- Banana Ridge, de Walter C. Mycroft (1942)
- Hard Steel, de Norman Walker (1942)
- Flying Fortress, de Walter Forde (1942)
- Women Aren't Angels, de Lawrence Huntington (1943)
- Candles at Nine, de John Harlow (1944)
- Headline, de John Harlow (1944)
- Madonna of the Seven Moons, de Arthur Crabtree (1945)
- The Phantom Shot, de Mario Zampi (1947)
- Mine Own Executioner, de Anthony Kimmins (1947)
- Mrs. Fitzherbert, de Montgomery Tully (1947)
- Escape from Broadmoor, de John Gilling (1948)
- House of Darkness, de Oswald Mitchell (1948)
- Third Time Lucky, de Gordon Parry (1949)
- The Temptress, de Oswald Mitchell (1949)
- Man on the Run, de Lawrence Huntington (1949)
- The Man from Yesterday, de Oswald Mitchell (1949)
- The Magic Box, de John Boulting (1951)
- Mr. Denning Drives North, de Anthony Kimmins (1952)
- The Ringer, de Guy Hamilton (1952)
- Mantrap, de Terence Fisher (1953)
- Street Corner, de Muriel Box (1953)
- Four Sided Triangle, de Terence Fisher (1953)
- Front Page Story, de Gordon Parry (1954)
- The Men of Sherwood Forest, de Val Guest (1954)
- It's a Great Day, de John Warrington (1955)
- The Gilded Cage, de John Gilling (1955)
- Alias John Preston, de David McDonald (1955)
- Johnny, You're Wanted, de Vernon Sewell (1956)
- Tons of Trouble, de Leslie S. Hiscott (1956)
- Raiders of the River (1956)
- Eyewitness, de Muriel Box (1956)
- The Last Man to Hang?, de Terence Fisher (1956)
- Quatermass 2, de Val Guest (1957)
- The Naked Truth, de Mario Zampi (1957)
- The Revenge of Frankenstein, de Terence Fisher (1958)
- La sangre del vampiro, de Henry Cass (1958)
- Chain of Events, de Gerald Thomas (1958)
- Further Up the Creek, de Val Guest (1958)
- The Secret Man, de Ronald Kinnoch (1958)
- Too Many Crooks, de Mario Zampi (1959)
- La momia, de Terence Fisher (1959)
- Sink the Bismarck!, de Lewis Gilbert (1960)
- Bottoms Up, de Mario Zampi (1960)
- El pueblo de los malditos, de Wolf Rilla (1960)
- Compelled, de Ramsey Herrington (1960)
- Pit of Darkness, de Lance Comfort (1961)
- Danger by My Side, de Charles Saunders (1962)
- Paranoiac, de Freddie Francis (1963)
- The Scarlet Blade, de John Gilling (1964)
- El joven Winston, de Richard Attenborough (1972)
- Royal Flash, de Richard Lester (1975)
- Superman: The Movie, de Richard Donner (1978)